# فالنتين أفونين
فالنتين أفونين ، من مواليد 22 ديسمبر 1939 ، لاعب كرة قدم سوفييتي سابق.
لعب مع منتخب الاتحاد السوفييتي لكرة القدم.

## روابط خارجية
- فالنتين أفونين على موقع الاتحاد الدولي (مؤرشف)  (الإنجليزية)
- فالنتين أفونين على موقع قاعدة بيانات كرة القدم.إي يو (الإنجليزية)
- فالنتين أفونين على موقع ناشيونال فوتبول تيمز (الإنجليزية)